# Cameron-Klasse
Die Cameron-Klasse war eine britische Schnellfrachter-Klasse, die zwischen 1936 und 1946 gebaut wurde. Da die Schiffe mit 16 bis 17,5 kn recht schnell waren, wurden drei Einheiten von der Regierung des Vereinigten Königreichs im Zweiten Weltkrieg als Empire-Schiffe eingesetzt und weitere drei wurden vor der Fertigstellung von der Royal Navy übernommen und zu Versorgungsschiffen ausgebaut. Neun Schiffe wurden während des Krieges versenkt.

## Beschreibung
Die Clan Cameron, das Typschiff der Klasse, war 147,70 m lang (Länge über alles) und somit 0,94 m kürzer als alle anderen Einheiten. Die Länge zwischen den Loten war mit 141,31 m bei allen gleich. Sie waren 19,20 m breit und hatten eine Seitenhöhe von 11,61 m. Die zwei Propeller wurden von zwei 3-Zylinder-Dreifach-Expansionsdampfmaschinen von John G. Kincaid & Company und zwei Niederdruckturbinen von Bauer-Wach angetrieben, die von fünf Dampfkesseln mit Dampf mit einem maximalen Druck von 15 bar versorgt wurden. Die Kessel wurden mit 20 gewellten Feuerungsanlagen betrieben, die eine Gesamtrostfläche von 37,3 m² hatten und mit Öl befeuert wurden. Die Kessel hatten eine Gesamtheizoberfläche von 1652 m². Der erste Kolben der 3-Zylinder-Dreifach-Expansionsdampfmaschinen hatte einen Durchmesser von 0,66 m, der zweite von 1,07 m und der dritte von 1,73 m bei einem Hub von 1,22 m. Die Gesamtleistung der Maschinen betrug 1381–1391 PS und die Indizierte Leistung wurde mit 9632 PS angegeben. Der Wirkungsgrad der Maschinen betrug also etwa 14,4 %.
Die Schiffe wurden von der britischen Reederei Clan Line bei Greenock Dockyard Company in Greenock bestellt und dort gebaut. Die Empire Might und die Empire Wisdom wurden später als Kühlschiffe eingesetzt.

## Die Schiffe
| Schiffsname     | Rufzeichen  | Bauwerft                                               | Baunummer      | Stapellauf         | Reederei  | Spätere Namen und Verbleib |
| --------------- | ----------- | ------------------------------------------------------ | -------------- | ------------------ | --------- | --- |
| Clan Cameron    | GZGK        | Greenock Dockyard Company                              | 426            | 15. Oktober 1936   | Clan Line | 1959 abgebrochen. |
| Clan Campbell   | GZLT        | Greenock Dockyard Company                              | 427            | 14. Januar 1937    | Clan Line | 1942 vor Malta versenkt. |
| Clan Chattan    | GZYT        | Greenock Dockyard Company                              | 428            | 12. April 1937     | Clan Line | 1942 vor Kreta versenkt. |
| Clan Chisholm   | GBGS        | Greenock Dockyard Company                              | 429            | 05. August 1937    | Clan Line | 1939 bei Kap Finisterre versenkt. |
| Clan Cumming    | GFBZ        | Greenock Dockyard Company                              | 430            | 18. Oktober 1937   | Clan Line | 1941 in griechischen Gewässern versenkt. |
| Clan Buchanan   | GJGL        | Greenock Dockyard Company                              | 431            | 21. Dezember 1937  | Clan Line | 1941 im Indischen Ozean von dem deutschen Frachtschiff Pinguin versenkt. |
| Clan Ferguson   | GLLJ        | Greenock Dockyard Company                              | 432            | 22. März 1938      | Clan Line | 1942 während Operation Pedestal versenkt. |
| Clan Menzies    | GMGN        | Greenock Dockyard Company                              | 433            | 15. Juni 1938      | Clan Line | 1940 westlich von Irland versenkt. |
| Clan Forbes     | GHPW        | Greenock Dockyard Company                              | 434            | 08. September 1938 | Clan Line | 1959 in Hongkong abgebrochen. |
| Clan Fraser     | GPPY        | Greenock Dockyard Company                              | 435            | 20. Dezember 1938  | Clan Line | 1941 im Hafen von Piräus versenkt. |
| Clan Lamont     | GTGD        | Greenock Dockyard Company                              | 438            | 22. März 1939      | Clan Line | Diente von 1940–1948 in der Royal Navy als Landungsschiff, wurde 1944 in HMS Lamont und 1945 in HMS Ard Patrick umbenannt. 1948 an Clan Line zurückgegeben und 1961 abgebrochen.                                                      |
| Empire Song     | GMZM        | Greenock Dockyard Company                              | 443            | 18. Juni 1940      | Clan Line | Nach der Fertigstellung übergab das Ministry of Shipping die Administration des Schiffs an Clan Line. 1941 im Konvoy nach Malta versenkt.                                                                                             |
| HMS Athene      | GKPD        | Greenock Dockyard Company                              | 444            | 1. Oktober 1940    | Clan Line | 1940 von der Royal Navy übernommen und als Seeflugzeugtender in Dienst gestellt. 1946 an Clan Line zurückgegeben und in Clan Brodie umbenannt. 1963 abgebrochen.                                                                      |
| HMS Engadine    | GKNM        | Greenock Dockyard Company / William Denny and Brothers | 439–442 / 1356 | 26. Mai 1941       | Clan Line | Lief 1941 bei Greenock Dockyard Company vom Stapel und wurde zur Ausrüstung als Seeflugzeugtender zu William Denny and Brothers verbracht. 1946 an Clan Line zurückgegeben und in Clan Buchanan umbenannt. 1962 abgebrochen.          |
| Empire Might    | BDXS / MAHP | Greenock Dockyard Company                              | 450            | 17. April 1942     | Clan Line | Nach der Fertigstellung übergab das Ministry of War Transport die Administration des Schiffs an Blue Star Line. 1946 von Clan Lane angekauft und in Clan MacRae umbenannt. 1959 abgebrochen.                                          |
| Empire Wisdom   | BFDT        | Greenock Dockyard Company                              | 451            | 29. Juli 1942      | Clan Line | Nach der Fertigstellung übergab das Ministry of War Transport die Administration des Schiffs an Clan Line. 1944 Administration an Blue Star Line vergeben. 1946 in Royal Star und 1961 in Caledonia Star umbenannt. 1972 abgebrochen. |
| HMS Bonaventure | MAWU        | Greenock Dockyard Company                              | 452            | 27. Oktober 1942   | Clan Line | Als Clan Campbell von Clan Line in Auftrag gegeben. 1942 von der Royal Navy übernommen und als U-Boot-Begleitschiff ausgerüstet. 1948 an Clan Line zurückgegeben und in Clan Davidson umbenannt. 1961 in Hongkong abgebrochen.        |
| Clan Campbell   | GDZK        | Greenock Dockyard Company                              | 453            | 23. Februar 1943   | Clan Line | 1961 an King Line abgegeben und abgebrochen. |
| Clan Chattan    | GFBX        | Greenock Dockyard Company                              | 456            | 9. März 1944       | Clan Line | 1962 an King Line abgegeben und in Hongkong abgebrochen. |
| Clan Chisholm   | GFBY        | Greenock Dockyard Company                              | 457            | 23. Juni 1944      | Clan Line | 1962 an King Line abgegeben und in Hongkong abgebrochen. |
| Clan Cumming    | GFBZ        | Greenock Dockyard Company                              | 459            | 03. Mai 1946       | Clan Line | 1962 in A Coruña abgebrochen. |